# Cecil Stanley Harrison
Pour les articles homonymes, voir Harrison.
Cecil Stanley Harrison, (17 novembre 1902 - 14 avril 1962) est un bailli de Jersey.

## Biographie
Cecil Stanley Harrison a étudié le droit à Middle Temple à Londres. Il a été nommé Solliciteur général en 1936 et a servi, durant la Seconde Guerre mondiale, sous l'occupation allemande au service du bailli Alexandre Coutanche.
En tant que procureur général, il a représenté les intérêts de l'île de Jersey, lors du différend avec la France sur la souveraineté des îles Minquiers et des Écréhous, devant Cour internationale de justice de La Haye. 
En 1951, il est nommé officier de l'Ordre de l'Empire britannique.
En 1962, il succède à Alexandre Coutanche, mais gravement malade, il meurt au bout de cinq mois. La fonction de bailli reviendra à Robert Le Masurier.